# Wittbachtal bei Himbach
Das Naturschutzgebiet Wittbachtal bei Himbach liegt auf dem Gebiet der Gemarkung Himbach (Flur 10) der Gemeinde Limeshain im Wetteraukreis in Hessen.
Im Jahr 1992 erfolgte die einstweilige Sicherstellung als zukünftiges Naturschutzgebiet "Wittbachtal bei Himbach" auf einer Fläche von 2,79 ha. 1995 erfolgte schließlich die Ausweisung zum Naturschutzgebiet mit einer Größe von 3,5 ha.

## Schutzgrund
Zweck der Unterschutzstellung ist es, dass im Naturraum Büdingen-Meerholzer Hügelland gelegene reich strukturierte Feuchtgebiet mit Seggenrieden, Feuchtwiesen, Feuchtbrachen, Flachwassertümpeln und dem Wittbachtal mit geschlossenem Erlensaum als Lebensraum einer Vielzahl gefährdeter Pflanzen- und Tierarten langfristig zu sichern und zu erhalten und durch eine Extensivierung der Grünlandnutzung zu entwickeln.

## Pflegemaßnahmen
Das Forstamt Nidda führt in Zusammenarbeit mit weiteren Behörden und Verbänden Lebensraum verbessernden Maßnahmen im Naturschutzgebiet durch, u. a. die Sanierung von Kleingewässern, die Neuanlage von Amphibienlaichgewässern und die Gehölzpflege.